# Massimo Raveino
Massimo Raveino est un arbitre tahitien et français de football des années 1990. Il est le directeur technique de l'arbitrage à l'OFC.
Condamné à deux ans de prison ferme pour violence sur mineurs le 08/09/2020. Celui-ci humiliait les enfants de CM1 dont il avait la charge. L'un après l'autre, chaque élève décrira aux enquêteurs la même signature, sadique et perverse.

## Carrière
Il a officié dans une compétition majeure : 
- Coupe d'Océanie de football 1998 (3 matchs dont la finale)